# 시합날
시합날(Day Of The Fight)은 미국에서 제작된 스탠리 큐브릭 감독의 1951년 다큐멘터리 영화이다. 스탠리 큐브릭 등이 제작에 참여하였다.
영화의 주 내용은 1950년 4월 17일 뉴저지주 뉴어크에서 있었던 월터 카티에르의 복싱 경기에 대한 것으로 이루어져 있다.

## 출연
- 월터 카티에르
- 스탠리 큐브릭

### 조연
- 월터 카티에르
- 스탠리 큐브릭
- 알렉산더 싱어
- 바비 제임스